# Ménagerie du Jardin des Plantes

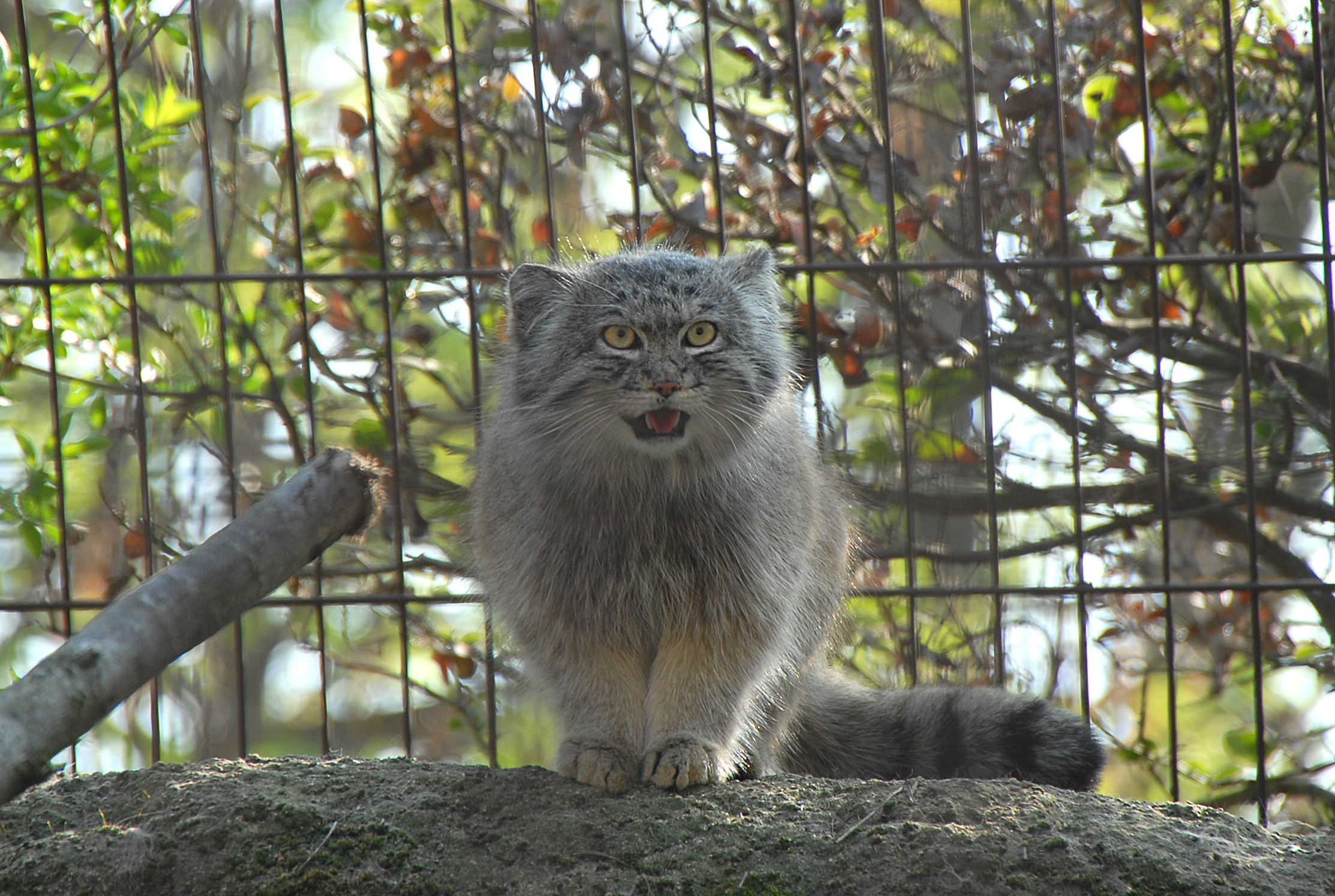
Der Manul (Felis manul), auch Pallaskatze

Die Ménagerie du Jardin des Plantes ist ein 1793 gegründeter zoologischer Garten an der Rive Gauche (linkes Ufer) der Seine im Osten von Paris (5. Arrondissement). Die Anlage ist der älteste wissenschaftlich geleitete Zoo der Welt. Sie ist Teil des Jardin des Plantes genannten botanischen Gartens, der 1626 von Jean Herouard und Guy de La Brosse, den Leibärzten König Ludwigs XIII., als Königlicher Heilkräutergarten auf einem ursprünglich 23,5 Hektar großen Gelände angelegt und 1635 der Öffentlichkeit zugänglich gemacht wurde. Sowohl der Zoo als auch der botanische Garten, von dem ersterer etwa ein Drittel der Fläche einnimmt, sind seit der Gründung des Muséum national d’histoire naturelle (1793) Bestandteil dieses renommierten staatlichen Forschungs- und Bildungsinstitutes für Naturwissenschaften. Dazu gehört auch der größere Parc zoologique de Paris, der sich im 12. Arrondissement befindet.

## Geschichte

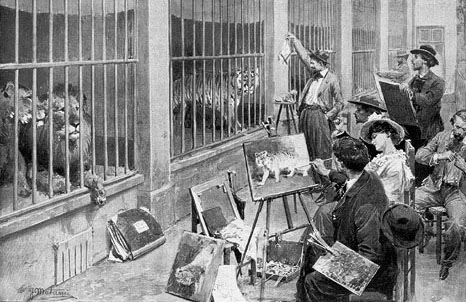
Tiermaler im Jardin des Plantes, aus der Zeitschrift L’Illustration, August 1902

Im Zuge der Französischen Revolution hätten, einem Beschluss der Nationalversammlung aus dem Jahre 1793 zufolge, im Besitz privater Schausteller befindliche exotische Tiere entweder der ehemals königlichen Menagerie (ménagerie royale) in Versailles übergeben oder den Naturforschern des Jardin des Plantes zur Ausstopfung überlassen werden sollen. Entgegen der Bestimmung ließen Letztere die Tiere, deren genaue Anzahl unbekannt ist, leben. Später wurde auch die Menagerie in Versailles aufgelöst und diese Tiere kamen ebenfalls in den Jardin des Plantes.
Gründer der Menagerie war Jacques-Henri Bernardin de Saint-Pierre (1737–1814). Seine Prinzipien sahen eine wissenschaftliche Leitung der Anlage, die naturnahe Haltung exotischer Tiere unter Berücksichtigung ihrer Lebensbedürfnisse sowie gleichzeitig die öffentliche Zugänglichkeit zur Belehrung der Nation vor. Tatsächlich stand die Ménagerie von Anfang an allen Besuchern kostenlos offen. Obgleich sie ursprünglich nur provisorisch eingerichtet worden war, wuchs sie innerhalb der ersten drei Jahrzehnte des 19. Jahrhunderts zur umfangreichsten Haltung exotischer Tiere in Europa heran. Der Zoo unterstand zunächst der wissenschaftlichen Leitung des damaligen Lehrstuhlinhabers für Zoologie am Muséum Étienne Geoffroy Saint-Hilaire (1772–1844) und ab 1805 Frédéric Cuvier, der im Jahre 1836 von Geoffroys Sohn Isidore Geoffroy Saint-Hilaire abgelöst wurde.

## Forschung
Durch die Einbindung der Ménagerie in das staatliche Forschungsinstitut des Naturkundemuseums (Muséum national d’histoire naturelle) konnten Mediziner und Zoologen des Institutes die Tiere studieren. Neben Wirbeltierstudien wurden unter anderem auch Untersuchungen zur Systematik, Morphologie und vergleichenden Anatomie durchgeführt, wie sie beispielsweise Georges Cuvier betrieb. Dem Bereich der Verhaltensbeobachtungen widmeten sich vor allem Étienne Geoffroy und Fréderic Cuvier, der Bruder Georges Cuviers. Die dortigen Tiere wurden jedoch nicht nur wissenschaftlich bestimmt und beobachtet, sondern konnten zum ersten Mal nach dem Leben gezeichnet werden. Étienne Geoffroy Saint-Hilaire und Frédéric Cuvier veröffentlichten ihre Ergebnisse anschließend in dem vierteiligen Werk Histoire des Mammifières. Das Werk erschien erstmals im Jahre 1826 und wurde im Laufe der Zeit zu einem grundlegenden Werk über die Biologie exotischer Tiere. Weiterhin wurden von Frédéric Cuvier Pläne ausgearbeitet, die sich mit der Züchtung neuer Haustierrassen beschäftigten, welche er in absehbaren Zeiträumen für durchführbar hielt. Dadurch, dass der Jardin des Plantes für jedermann zugänglich war, möchte man meinen, dass die Wissenschaftler viele ihrer Forschungsergebnisse vortrugen, um die vermeintlich weniger gebildeten Gesellschaftsschichten zu „erleuchten“. Jedoch wurde die Menagerie vielmehr als Verwirklichung des Begriffs Utopia gesehen und die Tiere galten sozusagen als Träger sittlicher Eigenschaften. Sie nahmen eine Art Vorbildfunktion für die Menschen ein.

## Akademiestreit von 1830
Frédéric Cuvier und Etienne Geoffroy Saint-Hilaire vertraten beide die idealistische Auffassung, dass dem Bauplan aller Lebewesen einheitliche Prinzipien zugrunde liegen. Diese prägnante Meinung führte im Jahre 1830 zum berühmten Akademiestreit mit Georges Cuvier. Hauptstreitpunkt war die Frage nach der Variabilität der Arten und einer möglichen Evolution in der Natur. Georges Cuvier vertrat die Ansicht, dass sich das Tierreich in einzelne konstante Gruppen untergliedert, was letztlich zu einer Ablehnung des Evolutionsgedankens führte.

## Attraktionen und Artenzuwachs

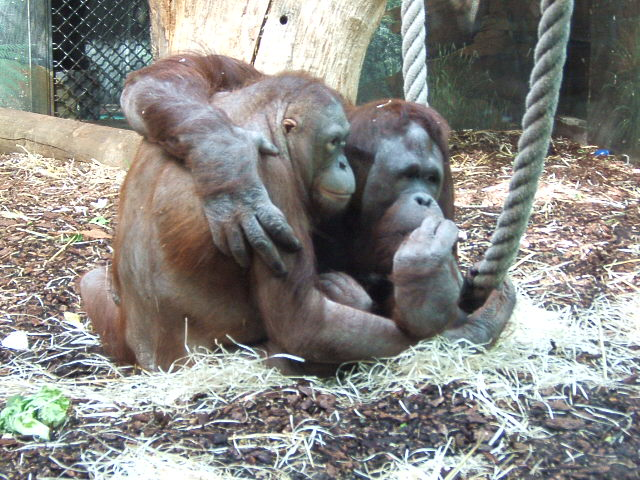
Orang-Utans, 2006

Zu einer Erweiterung des Artenangebots im Zoo kam es hauptsächlich durch französische Forschungsreisende, Kolonialbeamte oder durch Geschenke von Privatleuten. Aus diesem Grund beschränkten sich die Attraktionen des Jardin bei weitem nicht auf einheimische Tierarten. Zur Grundausstattung kam im Jahre 1804 die so genannte „Rotonde“ (rundes Kuppelgebäude) hinzu, welches ab 1808 Großtiere wie Elefanten beherbergte. 1805 folgte ein Bärengraben und erst 1821 gab es die so genannte Fauverie (dt. Raubtierhaus). 1825 kamen die Volieren (Vogelhäuser) der Greifvögel hinzu und zwei Jahre später eine Fasanerie.
Der wohl berühmteste Einzelbewohner war eine Giraffe namens Zarafa, die am 30. Juni 1827 in die Ménagerie kam und noch 18 Jahre lebte. Zarafa war die erste Giraffe in neuerer Zeit in Europa und löste in Paris eine beinah hysterische Massenbegeisterung aus.
Im Jahre 1837 gab es erstmals ein Affenhaus, während erst 1870 ein Reptiliengehege eröffnet wurde. Die meisten Tiere wurden in funktionalen, seitlich angeordneten, klassizistischen und galerieartig aufgebauten Gebäuden gehalten. Die Gestaltung und Anordnung kann folglich als Ausdruck der imperialen Macht Frankreichs gelten. In einem anderen Teil, dem Vallée suisse, das als romantischer Garten angelegt wurde, gab es vermehrt kleine Häuser, in denen exotische Tiere gehalten wurden, wie zum Beispiel Antilopen.

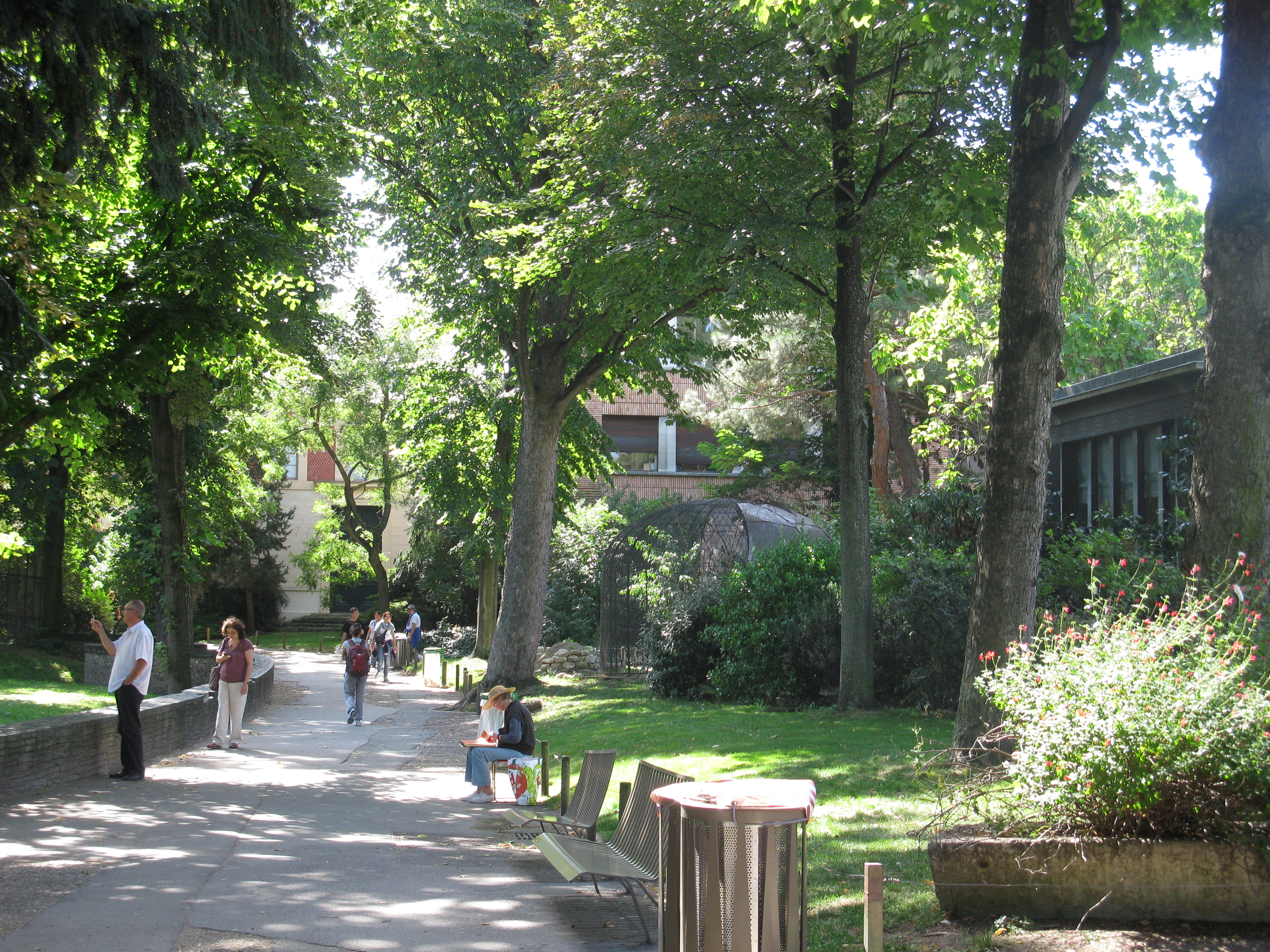
Vivarium

Mehrere Gebäude aus jener Zeit bestehen noch heute: die halbrunde Fasanerie (1827), das Reptilienhaus und die neue Fasanerie (1881).
Zu Beginn des 20. Jahrhunderts wurden ein Überwinterungsgebäude (1905), ein kleines Affenhaus (1928), ein Vivarium (1929), ein neues Affenhaus (1934) und ein Raubtierhaus (1932) gebaut. Nach diesem Aufschwung verging ein halbes Jahrhundert ohne weitere Innovationen, mit Ausnahme der Restaurierung des Bärengrabens und verschiedener technischer Ausbauarbeiten. Erst im Jahre 1983 wurde ein neues Domizil für die Greifvögel des Parks geschaffen. In den 1980er Jahren wurden verschiedene Renovierungen durchgeführt, wie zum Beispiel an der Rotonde, der großen Voliere und dem Reptilienhaus.
Zu Beginn des 21. Jahrhunderts wurde die „neue Fasanerie“ von 1881 restauriert. Da jedoch die gesamte Anlage unter Denkmalschutz steht, können kaum neue Anlagen gebaut werden.
Heute besitzt der Zoo keine Großtiere wie Elefanten oder Nashörner, doch kann er mit einer Vielzahl von teils seltenen, kleineren und mittelgroßen Säugetieren aufwarten. Dazu zählen etwa Binturongs, Katzenbären, Nebelparder, Schneeleoparden, Chinaleoparden, Südpudus, Visayas-Pustelschweine und Tiefland-Anoas. Ein weiterer Schwerpunkt sind seltene Gebirgshuftiere, die durch Schraubenziegen, Blauschafe, Steppenwildschafe, Westkaukasische Steinböcke, Sichuan-Takins, Mittelchinesische Gorale und Schneeziegen vertreten sind. Zu den größten Tieren des Zoos zählen Gaure, Przewalskipferde und Hausyaks. Affen sind unter anderem durch Borneo-Orang-Utans, Roloway-Meerkatzen und Schopfmangaben repräsentiert. Daneben beherbergt der Park zahlreiche Vogelarten, Reptilien und Amphibien.

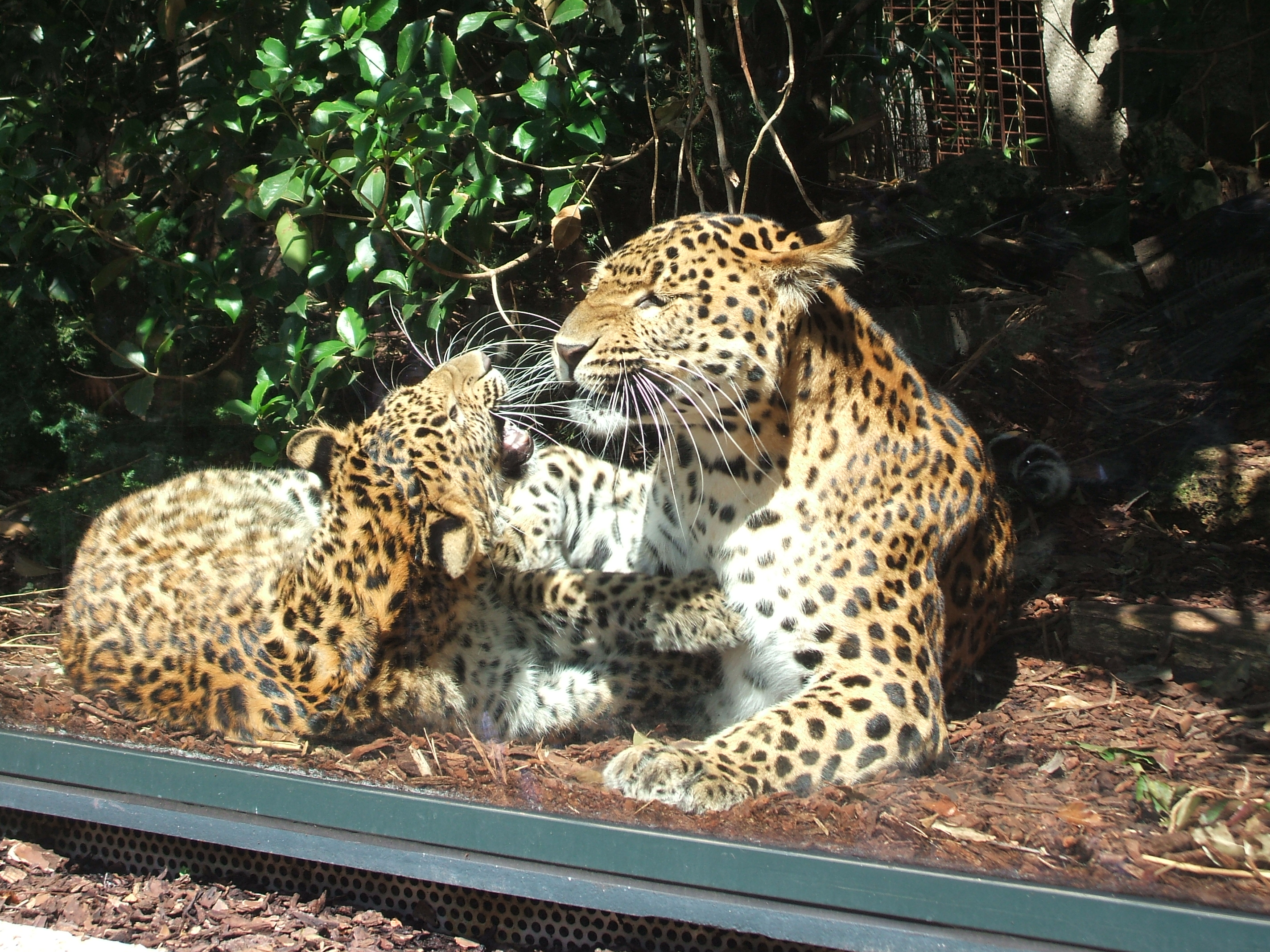
Nordchinesische Leoparden
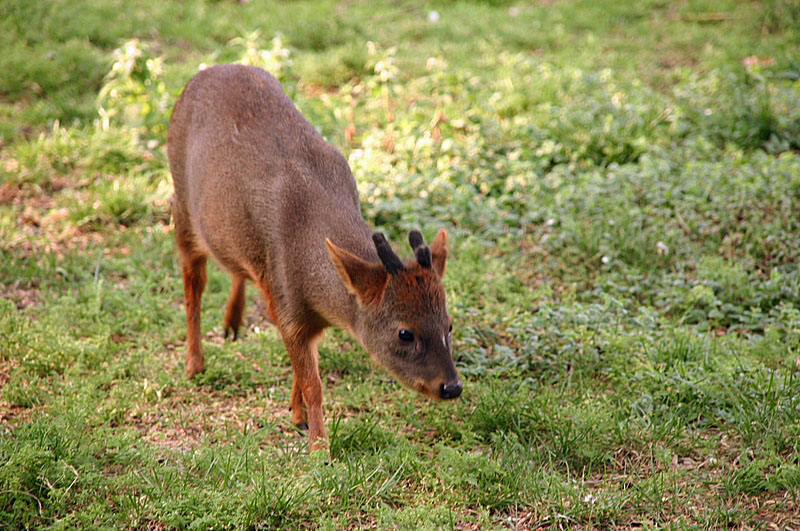
Südpudu
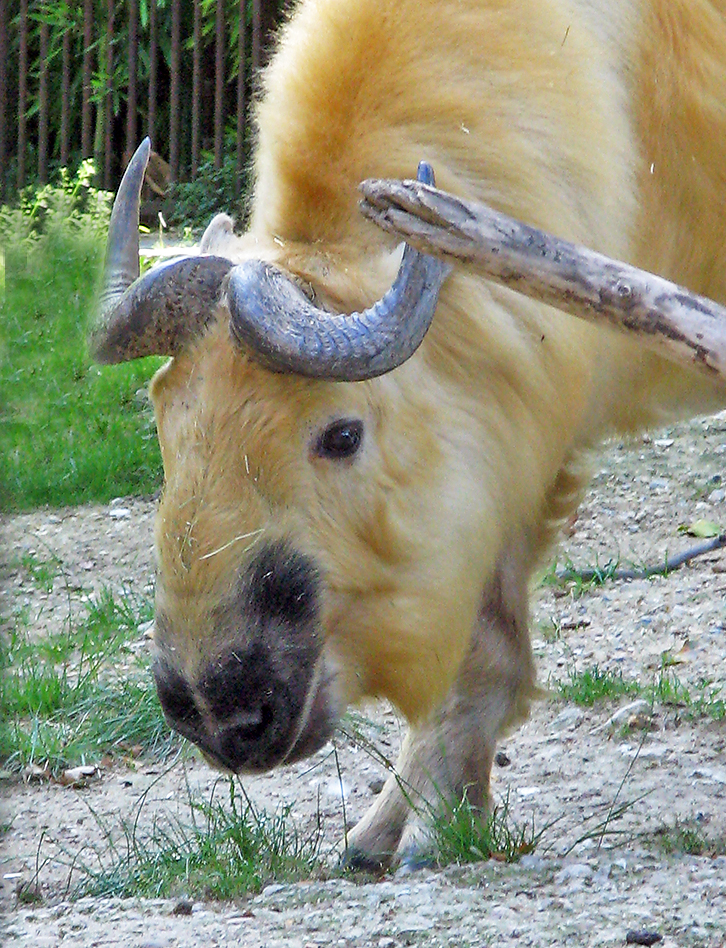
Sichuan-Takin
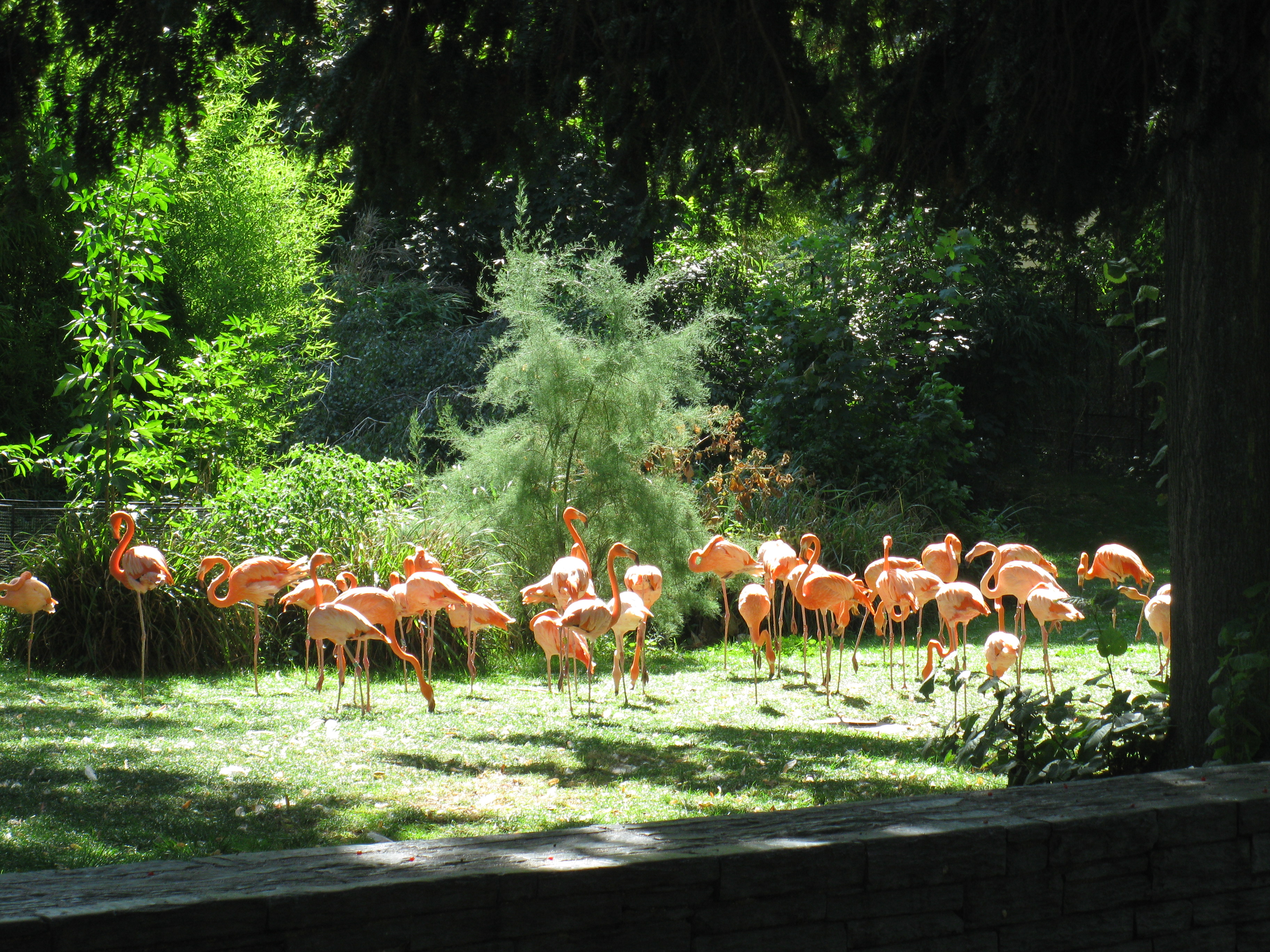
Flamingos
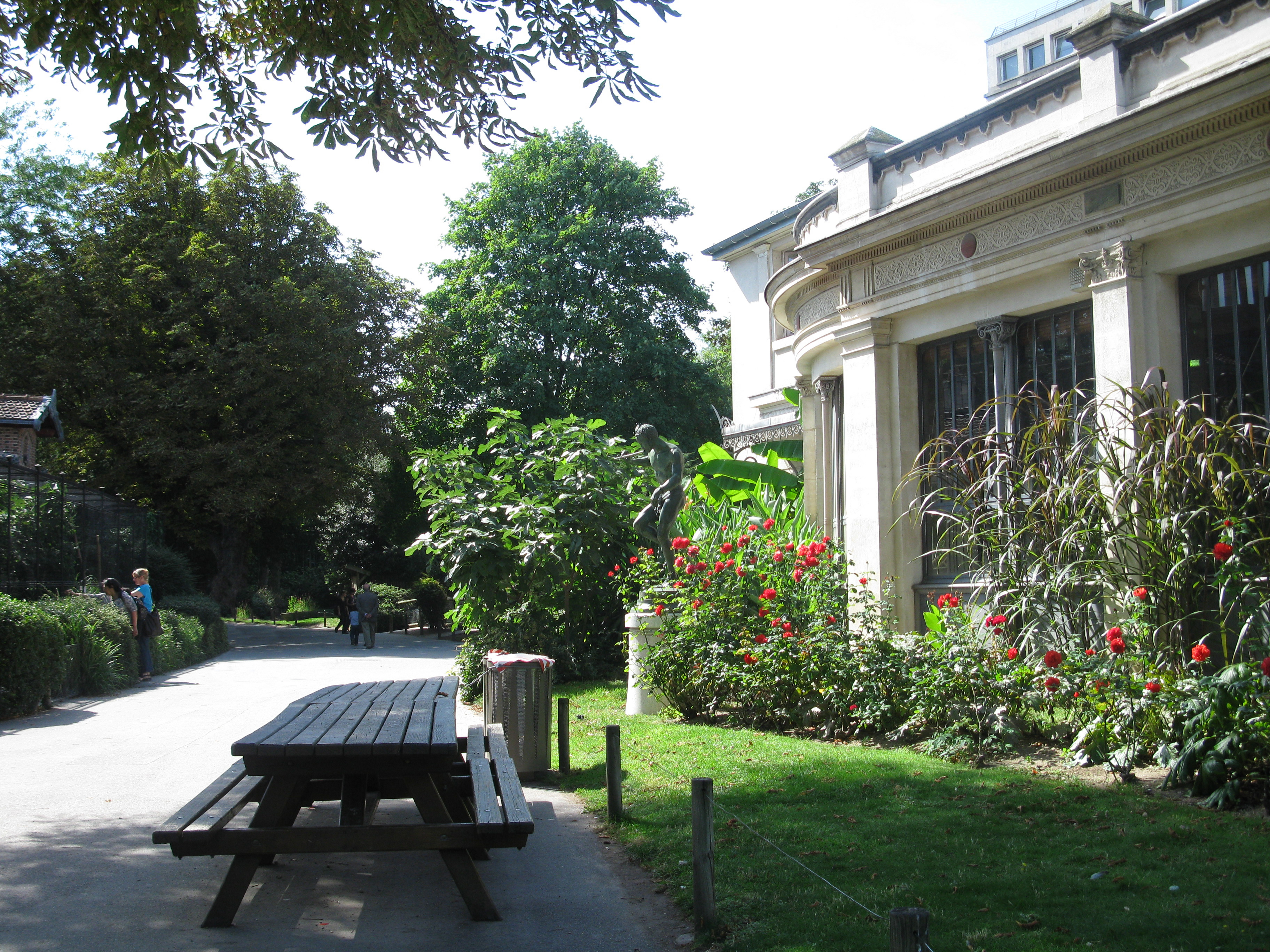
Reptilien- und Amphibienhaus
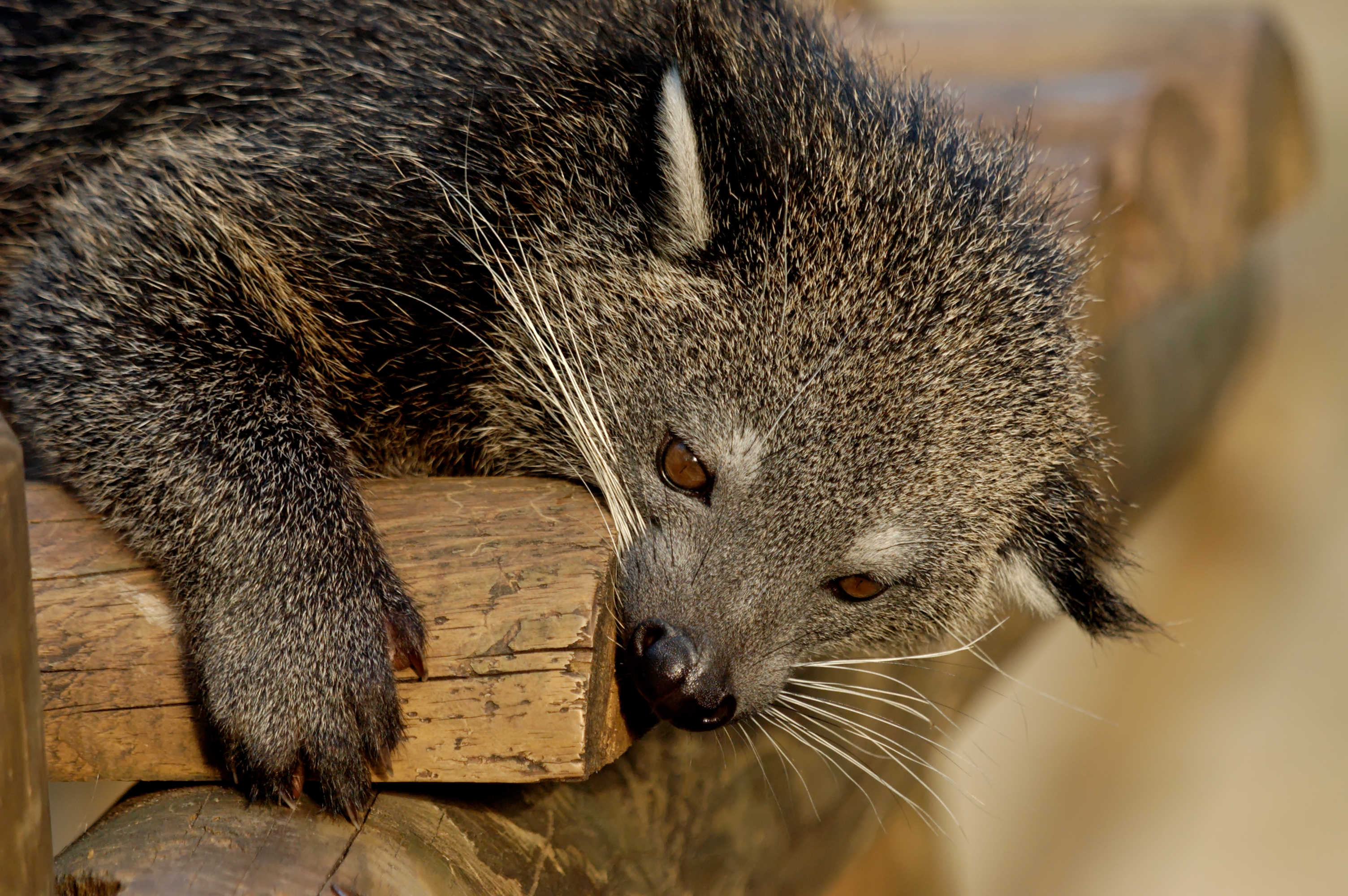
Binturong

### Fremdsprachige Literatur
- Wilfrid Blunt: The Ark in the Park – The Zoo in the 19th Century, London 1976.
- Richard W. Burkhardt: La Ménagerie et la vie du Muséum; In: Le Muséum au premier siècle de son histoire, hrsg. v. Claude Blanckaer et al. Paris: Éditions du Muséum national d’histoire naturelle, 1997, S. 481–508.